# Campanha de Bornéu
A Campanha de Bornéu foi a última das principais campanhas aliadas na área do sudoeste do pacífico, durante a Segunda Guerra Mundial. Em uma série de assaltos anfíbios entre 1 de Maio e 21 de Julho, o 1º Corpo Australiano, sob o comando do tenente-general Leslie Morshead, atacou as forças japonesas que ocupavam a ilha. As forças navais e aéreas aliadas, centradas na 7ª Frota dos Estados Unidos, sob o comando do Almirante Thomas C. Kinkaid, a Primeira Força Aérea Táctica da Austrália e a Décima Terceira Força Aérea dos Estados Unidos também desempenharam papéis importantes na campanha. Eles encontraram resistência por parte da Marinha Imperial Japonesa e as forças do Exército Japonês no sul e leste de Bornéu, sob o vice-almirante Michiaki Kamada, e no noroeste pelo 13º Exército Japonês, liderado pelo tenente-general Baba Masao. Foi também a última campanha planeada pela Austrália durante o conflito.